# Europamästerskapen i judo 2024
Europamästerskapen i judo 2024 hölls i Zagreb Arena i Zagreb i Kroatien mellan den 25 och 28 april 2024. Det var den 73:e upplagan för herrar och den 50:e upplagan för damer av europamästerskapen i judo.

## Medaljörer

### Herrar
| Gren                    | Guld                                               | Silver                                          | Brons                                             |
| Extra-lättvikt (60 kg)  | Francisco Garrigós Spanien                         | Balabay Aghayev Azerbajdzjan                    | Salih Yıldız Turkiet                              |
| Extra-lättvikt (60 kg)  | Francisco Garrigós Spanien                         | Balabay Aghayev Azerbajdzjan                    | Cédric Revol Frankrike                            |
| Halv lättvikt (66 kg)   | Vazja Margvelasjvili Georgien                      | Muhammed Demirel Turkiet                        | Bence Pongrácz Ungern                             |
| Halv lättvikt (66 kg)   | Vazja Margvelasjvili Georgien                      | Muhammed Demirel Turkiet                        | Elios Manzi Italien                               |
| Lättvikt (73 kg)        | Hidayat Heydarov Azerbajdzjan                      | Danil Lavrentev Individuella neutrala idrottare | Lasja Sjavdatuasjvili Georgien                    |
| Lättvikt (73 kg)        | Hidayat Heydarov Azerbajdzjan                      | Danil Lavrentev Individuella neutrala idrottare | Joan-Benjamin Gaba Frankrike                      |
| Halv mellanvikt (81 kg) | Tato Grigalasjvili Georgien                        | Frank de Wit Nederländerna                      | Vedat Albayrak Turkiet                            |
| Halv mellanvikt (81 kg) | Tato Grigalasjvili Georgien                        | Frank de Wit Nederländerna                      | Shamil Borchashvili Österrike                     |
| Mellanvikt (90 kg)      | Elcan Hacıyev Azerbajdzjan                         | Krisztián Tóth Ungern                           | Lasja Bekauri Georgien                            |
| Mellanvikt (90 kg)      | Elcan Hacıyev Azerbajdzjan                         | Krisztián Tóth Ungern                           | Alex Creţ Rumänien                                |
| Halv tungvikt (100 kg)  | Matvej Kanikovskij Individuella neutrala idrottare | Ilia Sulamanidze Georgien                       | Michael Korrel Nederländerna                      |
| Halv tungvikt (100 kg)  | Matvej Kanikovskij Individuella neutrala idrottare | Ilia Sulamanidze Georgien                       | Gennaro Pirelli Italien                           |
| Tungvikt (+100 kg)      | Inal Tasojev Individuella neutrala idrottare       | Guram Tusjisjvili Georgien                      | Tamerlan Basjajev Individuella neutrala idrottare |
| Tungvikt (+100 kg)      | Inal Tasojev Individuella neutrala idrottare       | Guram Tusjisjvili Georgien                      | Márius Fízeľ Slovakien                            |

### Damer
| Gren                    | Guld                                            | Silver                            | Brons                      |
| Extra-lättvikt (48 kg)  | Kristina Dudina Individuella neutrala idrottare | Blandine Pont Frankrike           | Catarina Costa Portugal    |
| Extra-lättvikt (48 kg)  | Kristina Dudina Individuella neutrala idrottare | Blandine Pont Frankrike           | Tamar Malca Israel         |
| Halv lättvikt (52 kg)   | Distria Krasniqi Kosovo                         | Odette Giuffrida Italien          | Réka Pupp Ungern           |
| Halv lättvikt (52 kg)   | Distria Krasniqi Kosovo                         | Odette Giuffrida Italien          | Ariane Toro Spanien        |
| Lättvikt (57 kg)        | Darja Bilodid Ukraina                           | Kaja Kajzer Slovenien             | Eter Liparteliani Georgien |
| Lättvikt (57 kg)        | Darja Bilodid Ukraina                           | Kaja Kajzer Slovenien             | Timna Nelson-Levy Israel   |
| Halv mellanvikt (63 kg) | Renata Zachová Tjeckien                         | Joanne van Lieshout Nederländerna | Andreja Leški Slovenien    |
| Halv mellanvikt (63 kg) | Renata Zachová Tjeckien                         | Joanne van Lieshout Nederländerna | Savita Russo Italien       |
| Mellanvikt (70 kg)      | Barbara Matić Kroatien                          | Elisavet Teltsidou Grekland       | Lara Cvjetko Kroatien      |
| Mellanvikt (70 kg)      | Barbara Matić Kroatien                          | Elisavet Teltsidou Grekland       | Ai Tsunoda Spanien         |
| Halv tungvikt (78 kg)   | Audrey Tcheuméo Frankrike                       | Anna-Maria Wagner Tyskland        | Alina Böhm Tyskland        |
| Halv tungvikt (78 kg)   | Audrey Tcheuméo Frankrike                       | Anna-Maria Wagner Tyskland        | Inbar Lanir Israel         |
| Tungvikt (+78 kg)       | Raz Hershko Israel                              | Julia Tolofua Frankrike           | Léa Fontaine Frankrike     |
| Tungvikt (+78 kg)       | Raz Hershko Israel                              | Julia Tolofua Frankrike           | Kayra Ozdemir Turkiet      |

### Mixed
| Gren   | Guld | Silver | Brons |
| Mixlag | Frankrike - Joan-Benjamin Gaba - Maxime Gobert - Eniel Caroly - Alexis Mathieu - Mathéo Akiana Mongo - Khamzat Saparbaev - Priscilla Gneto - Faïza Mokdar - Margaux Pinot - Florine Soula - Léa Fontaine - Julia Tolofua | Georgien - Giorgi Chikhelidze - Lasja Sjavdatuasjvili - Lasja Bekauri - Giorgi Jabniashvili - Saba Inaneishvili - Guram Tushishvili - Eteri Liparteliani - Nino Loladze - Eter Askilashvili - Mariam Tchanturia - Nino Gulbani - Sophio Somkhishvili | Tyskland - Jano Rübo - Johann Lenz - Johannes Frey - Jana Ziegler - Samira Bock - Renée Lucht - Anna Monta Olek |
| Mixlag | Frankrike - Joan-Benjamin Gaba - Maxime Gobert - Eniel Caroly - Alexis Mathieu - Mathéo Akiana Mongo - Khamzat Saparbaev - Priscilla Gneto - Faïza Mokdar - Margaux Pinot - Florine Soula - Léa Fontaine - Julia Tolofua | Georgien - Giorgi Chikhelidze - Lasja Sjavdatuasjvili - Lasja Bekauri - Giorgi Jabniashvili - Saba Inaneishvili - Guram Tushishvili - Eteri Liparteliani - Nino Loladze - Eter Askilashvili - Mariam Tchanturia - Nino Gulbani - Sophio Somkhishvili | Serbien - Strahinja Bunčić - Filip Jovanović - Darko Brašnjović - Nemanja Majdov - Bojan Došen - Igor Vračar - Marica Perišić - Andrea Stojadinov - Jovana Bunčić - Jovana Čakarević - Milica Cvijić - Milica Žabić |

## Medaljtabell
*   Värdland ( Kroatien)
| Nr                   | Nation                                | Guld | Silver | Brons | Totalt |
| -------------------- | ------------------------------------- | ---- | ------ | ----- | ------ |
| –                    | Individuella neutrala idrottare (AIN) | 3    | 1      | 1     | 5      |
| 1                    | Georgien (GEO)                        | 2    | 3      | 3     | 8      |
| 2                    | Frankrike (FRA)                       | 2    | 2      | 3     | 7      |
| 3                    | Azerbajdzjan (AZE)                    | 2    | 1      | 0     | 3      |
| 4                    | Israel (ISR)                          | 1    | 0      | 3     | 4      |
| 5                    | Spanien (ESP)                         | 1    | 0      | 2     | 3      |
| 6                    | Kroatien (CRO)*                       | 1    | 0      | 1     | 2      |
| 7                    | Kosovo (KOS)                          | 1    | 0      | 0     | 1      |
| 7                    | Tjeckien (CZE)                        | 1    | 0      | 0     | 1      |
| 7                    | Ukraina (UKR)                         | 1    | 0      | 0     | 1      |
| 10                   | Nederländerna (NED)                   | 0    | 2      | 1     | 3      |
| 11                   | Italien (ITA)                         | 0    | 1      | 3     | 4      |
| 11                   | Turkiet (TUR)                         | 0    | 1      | 3     | 4      |
| 13                   | Tyskland (GER)                        | 0    | 1      | 2     | 3      |
| 13                   | Ungern (HUN)                          | 0    | 1      | 2     | 3      |
| 15                   | Slovenien (SLO)                       | 0    | 1      | 1     | 2      |
| 16                   | Grekland (GRE)                        | 0    | 1      | 0     | 1      |
| 17                   | Portugal (POR)                        | 0    | 0      | 1     | 1      |
| 17                   | Rumänien (ROU)                        | 0    | 0      | 1     | 1      |
| 17                   | Serbien (SRB)                         | 0    | 0      | 1     | 1      |
| 17                   | Slovakien (SVK)                       | 0    | 0      | 1     | 1      |
| 17                   | Österrike (AUT)                       | 0    | 0      | 1     | 1      |
| Totalt (21 nationer) | Totalt (21 nationer)                  | 15   | 15     | 30    | 60     |